# Liste des édifices labellisés « Architecture contemporaine remarquable » des Yvelines
Cet article recense les édifices labellisés « Architecture contemporaine remarquable » des Yvelines, en France.
Le label « Architecture contemporaine remarquable » remplace depuis 2016 l'ancien label « Patrimoine du XXe siècle ». Il ne prend en compte que des édifices de moins de 100 ans à la date de labellisation, et qui ne sont pas protégés comme monuments historiques.
Au début 2024, les Yvelines comptent 13 édifices ainsi labellisés.

## Liste
| Monument                         | Commune                  | Adresse                       | Coordonnées                      | Notice     | Date | Illustration                     |
| -------------------------------- | ------------------------ | ----------------------------- | -------------------------------- | ---------- | ---- | -------------------------------- |
| Lycée Jules-Ferry                | Conflans-Sainte-Honorine | 7 rue Joseph-Bouyssel         | 48° 59′ 57″ nord, 2° 05′ 45″ est | ACR0001604 | 2020 | Image manquante Téléverser       |
| Lycée De Villaroy                | Guyancourt               | 2 rue Eugène-Viollet-le-Duc   | 48° 45′ 53″ nord, 2° 04′ 04″ est | ACR0001608 | 2020 | Image manquante Téléverser       |
| Résidence du Parc                | Le Chesnay-Rocquencourt  | Parc Rocquencourt             | 48° 50′ 16″ nord, 2° 06′ 56″ est | ACR0000787 | 2008 | Image manquante Téléverser       |
| Résidence du Parc                | Louveciennes             |                               | 48° 51′ 45″ nord, 2° 07′ 00″ est | ACR0000784 | 2008 | Image manquante Téléverser       |
| Lycée Jean-Rostand               | Mantes-la-Jolie          | 66 rue Fernand-Bodet          | 48° 59′ 54″ nord, 1° 41′ 43″ est | ACR0001609 | 2020 | Lycée Jean-Rostand               |
| Les Grandes Terres               | Marly-le-Roi             |                               | 48° 52′ 53″ nord, 2° 06′ 02″ est | ACR0000785 | 2008 | Image manquante Téléverser       |
| Lycée Les Sept-Mares             | Maurepas                 | 13 rue de la Beauce           | 48° 46′ 02″ nord, 1° 56′ 41″ est | ACR0001610 | 2020 | Image manquante Téléverser       |
| Skit du Saint-Esprit             | Le Mesnil-Saint-Denis    | 7 rue des Bruyères            | 48° 44′ 22″ nord, 1° 56′ 11″ est | ACR0000783 | 2011 | Skit du Saint-Esprit             |
| Église Saint-Louis de Beauregard | Poissy                   | 30 avenue du Maréchal-Lyautey | 48° 55′ 18″ nord, 2° 01′ 34″ est | ACR0000786 | 2011 | Église Saint-Louis de Beauregard |
| Lycée Le Corbusier               | Poissy                   | 88 rue de Villiers            | 48° 55′ 24″ nord, 2° 01′ 36″ est | ACR0001611 | 2020 | Image manquante Téléverser       |
| Lycée Louis-Bascan               | Rambouillet              | 5 avenue du Général-Leclerc   | 48° 38′ 28″ nord, 1° 49′ 30″ est | ACR0001612 | 2020 | Image manquante Téléverser       |
| Shape Village                    | Saint-Germain-en-Laye    | Résidence d'Hennemont         | 48° 53′ 55″ nord, 2° 03′ 37″ est | ACR0000788 | 2008 | Image manquante Téléverser       |
| Église Notre-Dame-du-Chêne       | Viroflay                 | 28 rue Rieussec               | 48° 48′ 10″ nord, 2° 10′ 12″ est | ACR0000791 | 2011 | Église Notre-Dame-du-Chêne       |